# 法國國鐵CC 72000型柴油機車
CC 72000型柴油机车是法国阿尔斯通公司为法國國家鐵路公司设计制造的一种大功率电力传动柴油机车。机车装用一台4200马力的柴油机，采用交—直流电传动，持续功率3000马力。首20台机车的最高运行速度为140公里/小时，其余机车均提高至160公里/小时。CC 72000型机车除了用于牵引旅客快车外，也可以担当货物列车的牵引任务。
法国国铁于1965年订购了首两台机车（72001、72002），分别于1967年11月和1968年初交付使用，投入运用后表现良好，在1966—1970年内法国国铁又追加订购了90台机车，阿尔斯通公司累计生产了92台CC 72000型机车。